# پول مفت ۳: زندگی لوکس
پول مفت ۳: زندگی لوکس (به انگلیسی: Easy Money III: Life Deluxe) (سوئدی: Snabba Cash: Livet Deluxe) یک فیلم سینمایی هیجان‌انگیز سوئدی محصول سال ۲۰۱۳ به کارگردانی ینس یونسون است که بر اساس رمان جینز لاپیدوس ساخته شده‌است. این فیلم سومین قسمت از سری فیلم پول مفت می‌باشد؛ که به دنباله‌های قبلی پول مفت (۲۰۱۰) و پول مفت ۲ (۲۰۱۲) نام‌دارد. پس از وقایع فیلم دوم وضعیت اوباش را در صربستان را ادامه می‌دهد زیرا مسیرهای فعالیتهای جنایی آنها در هم تنیده‌است.

## بازیگران
- ماتیاس وارلا به عنوان خورخه
- یوئل کینامان به عنوان JW
- مارتین والستروم به عنوان مارتین هجرزترم[۲]
- مالین بوسکا به عنوان ناتالی کراژنیک
- دژان کیچ به عنوان رضوان
- مدلین مارتین در نقش نادجا
- سدومیر جوردوویچ در نقش استفانویچ
- ساشا پتروویچ به عنوان دراگان
- ماتس اندرسون به عنوان فینن
- پابلو لیوا ونگر به عنوان پابلو
- هوگو رویز به عنوان سرخیو
- مایا کریستنسون کین به عنوان کاملیا وستلوند
- حمدیا چاوویچ به عنوان گوران
- کلودیو ایارزو در نقش رامون
- ویکتور گادروس در نقش ایوان حسدیچ
- گرهارد هابستورفر در نقش Torsfjäll
- کولد موستونن به عنوان دیوید
- آلیت اوپیم به عنوان لولو
- ایدا ایدیلی جونسون به عنوان آنا / آب نبات
- ایوار ویکلندر به عنوان همکار پلیس